# Janis Joplin
Janis Lyn Joplin (19. januar 1943 i Port Arthur, Texas – 4. oktober 1970 i Californien) var en amerikansk rockkunstner.
Hun var en af 1960'ernes største sangerinder og havde en stemme, som var egnet til rock og især blues. Men hun legede også med genrer som fx country og jazz. Janis var et idol for mange unge. Hun var det kvindelige hippieideal. 
Hun blev født 1943 i Port Arthur, Texas. Der hvor hun boede var der et konservativt styre, og derfor blev hun en meget oprørsk pige. Hun havde ikke særlig mange venner og befandt sig generelt dårligt i staten. Det der holdt hende oppe, var blues-musikken. Hun blev klar over at hun selv havde en stemme, der som skrevet egnede sig godt til blues, så hun begyndte selv at øve sig i at synge. 
Hun startede karrieren i San Francisco i Californien, hvor hun optrådte på små beværtninger. Efter kort tid i "branchen" blev Janis introduceret til stoffet amfetamin. Hun blev alvorligt afhængig, og derefter blev hun af nogle venner overtalt til at flytte hjem til mor og far i Texas, for at blive afvænnet. 
Hun blev stoffri, og vendte i 1966 tilbage til San Francisco. Dér kom hun i kontakt med gruppen "Big Brother & the holdning company" som netop manglede en sangerinde. De var vilde med Janis' stemme og hun blev deres "front figur". I 1967 optrådte de på "Monterey Pop Festival" hvilket gav dem en masse positiv omtale, især Janis. Det blev gruppens helt store gennembrud.
Men lykken var ikke 100% for Janis. Hun led af komplekser over sit udseende. Hun fik på grund af problemerne et nyt problem: hun blev afhængig af alkohol, og havde også gang i heroin. Hun kunne ikke håndtere sin store succes.
I 1968 splittedes Janis og Big Brother & the holding Company. Hun indspillede og optrådte med nogle andre musikere. Blandt andet optrådte hun med Kozmic blues band på 
Woodstock.´
Man sammenligner Janis og Elvis Presley med hinanden, da de begge var de første hvide der virkelig slog igennem rockmusikken. Som Elvis var den første hvide mandlige superstjerne var Janis den første hvide kvindelige superstjerne. 
Janis døde af en overdosis heroin den 4. oktober 1970, kun et par uger efter Jimi Hendrix' død. Da de begge var 27 år da de døde, var deres død med til at grundlægge myten om, at særlig mange oprørske rockkunstnere dør som 27-årige, kendt som "Klub 27", som også inkluderer Kurt Cobain, Jim Morrison og Amy Winehouse.